# Dîner des Trois Empereurs
Le Dîner des Trois Empereurs est un dîner qui a eu lieu, au Café Anglais à Paris, le 7 juin 1867.
Il s'est déroulé pendant l'Exposition universelle de 1867, à l'initiative du futur kaiser Guillaume, et réunit le tsar Alexandre II, son fils le futur Alexandre III, et le chancelier Bismarck.
Préparé par le chef Adolphe Dugléré, le repas est constitué de seize plats, servis pendant huit heures. Le sommelier Claudius Burdel, à qui on a demandé de les accompagner des meilleurs vins du monde, en choisit huit : un madère, un xérès, un bourgogne, quatre bordeaux et un seul vin pétillant, un champagne.
À une heure du matin, le tsar se plaint de n'avoir pu goûter de foie gras. On lui répond que, dans la gastronomie française, il n'est pas de coutume de servir du foie gras en juin. En octobre suivant, il reçoit en cadeau trois terrines de foie gras fabriquées à son intention par le chef Adolphe Dugléré,.
Le coût de ce banquet s'élève à 400 francs par personne, soit 9 000 euros à prix courants.
La table utilisée pour le dîner et une copie du menu sont conservées à la Tour d'Argent,.

## Menu
| Potages Impératrice Fontanges Relevés Soufflé à la reine Filets de sole à la vénitienne Escalope de turbot au gratin Selle de mouton purée bretonne Entrées Poulet à la portugaise Pâté chaud de cailles Homard à la parisienne Digérer Sorbets au champagne Rôts Canetons à la rouennaise Ortolans sur canapés Entremets Aubergines à l'espagnole Asperges en branches Cassolette princesse Dessert Bombe glacée Fruit Vins Madère retour de l'Inde 1810 Xérès 1821 Château d'Yquem 1847 Chambertin 1846 Château Margaux 1847 Château Latour 1847 Château Lafite 1848 Champagne Louis Roederer frappé |

## Recréation
Le chef australien Shannon Bennett (en) a essayé de reproduire le dîner en 2002. Cela lui prit six mois pour préparer le repas et faire les adaptations nécessaires. Même en utilisant les équivalents modernes les plus proches, le coût du repas fut de 7 500 dollars australiens (environ 4100 euros). L'Australian Broadcasting Corporation a réalisé, en 2003, un documentaire sur le dîner original et sa recréation.